# Kanton Le Mortainais
Kanton Le Mortainais (fr. Canton du Mortainais) je kanton v departementu Manche v regionu Normandie ve Francii. Při reformě kantonů v roce 2014 byl vytvořen seskupením 27 obcí. V květnu 2016 ho tvořilo 17 obcí (vzhledem k procesu slučování některých obcí).

## Obce kantonu
- Barenton
- Beauficel
- Brouains
- Chaulieu
- Le Fresne-Poret
- Gathemo
- Ger
- Mortain-Bocage [p 1]
- Le Neufbourg
- Perriers-en-Beauficel
- Romagny-Fontenay [p 2]
- Saint-Barthélemy
- Saint-Clément-Rancoudray
- Saint-Cyr-du-Bailleul
- Saint-Georges-de-Rouelley
- Sourdeval [p 3]
- Le Teilleul [p 4]